# Церква святої Параскеви (Церківна)
Церква святої Параскеви в Церківній — дерев'яний греко-католицький храм у селі Церківна Витвицької громади Калуського району Івано-Франківської области. Пам'ятка архітектури місцевого значення.

## Історія
Дерев'яна церква збудована в 1806—1807 роках.
Кількість вірян: 1832 — 415, 1844 — 442, 1854 — 427, 1864 — 431, 1874 — 603, 1884 — 594, 1894 — 568, 1904 — 681, 1914 — 784, 1924 — 791, 1936 — 1.006.

## Парохи
- о. Іван Заревиць (1831—[1832], адміністратор)[2]
- о. Лука Сокало ([1836]—1839, адміністратор)[2]
- о. Антін Бресинський (1839—1846)[2]
- о. Йосиф Ганкевич (1846—1848)[2]
- о. Сильвестр Богачевський (1848—1850+)[2]
- о. Омелян Мацилинський (1850—1852)[2]
- о. Іван Дем'яновський (1852—1870+)[2]
- о. Антін Варивода (1870—1871)[2]
- о. Стефан Коблянський (1871—1872, адміністратор)[2]
- о. Юліан Соневицький (1872—1889+)[2]
- о. Іван Кризановський (1889—1890, адміністратор)[2]
- о. невідомий (1890—1894)[2]
- о. Костянтин Целевиць (1894—1895, адміністратор)[2]
- о. Йосип Бабій (1895—1917+)[2]
- о. Костянтин Стайден (1917—1925, адміністратор)[2]
- о. Володимир Свистун (1925—1929)[2]
- о. Богдан Литвин (1929—1931, адміністратор)[2]
- о. Діонісій Лукасевич (1931—1936, адміністратор)[2]
- о. Ярослав Левицький (1936—1940, адміністратор)[2]
- о. Зиновій Каленюк (1940-[1944])[2]